# 90-й об'єднаний навчальний центр (Україна)
90-й об'єднаний навчальний центр (90 ОНЦ, в/ч А2160) — навчальна військова частина автомобільних військ Збройних сил України центрального підпорядкування, що існувала до 2004 року. Центр знаходився в м. Подільськ Одеської області. Єдиний центр, що готував спеціалістів автомобільної служби для всіх родів та видів військ по 18 спеціальностям. В центрі відбувалась підготовка призовників до керування всіма типами автомобілів, гусеничними та колісними тягачами, що перебували на озброєнні ЗСУ. Надбагата матеріально-технічна база та наявність якісно підготовленого викладацького складу дозволяла здійснювати підготовку по 40 різним спеціальностям.

## Історія

### Формування
Свою історію навчальний центр розпочинає з моменту об'єднання двох навчальних частин, на фондах яких він і був сформований. Це були в/ч 77895 та в/ч 14389. Обидві частини мали безпосереднє відношення до ракетних військ та розташовані були поруч.
1 жовтня 1960 року в місті Ромни було сформовано 69-ту школу підготовки фахівців автомобільної служби. У квітні 1961 року 69-та школа передислоковується до Одеської області в м. Котовськ. В школі розпочалось навчання водіїв на автомобілі КрАЗ-214, МАЗ-502, МАЗ-529, МАЗ-535, автомобілі МАЗ-543, а з 1983 року розпочалась підготовка на механіків. В 1977 році відбувся єдиний випуск механіків-водіїв самохідних пускових установок на шасі МАЗ-547. Офіційна назва з'єднання — 69 школа з підготовки сержантів автотракторної служби в/ч 14389. В школі готували й перших водіїв АПУ для ракетного комплексу «Піонер».
80-й навчальний центр ракетних військ (80 НЦ РВ, в/ч 77895) був сформований згідно з рішенням Колегії Мінооборони СРСР від 28 липня 1961 р. на базі 22-ї школи сержантів ВПС з постійним місцем дислокації в м. Котовськ Одеської області УРСР. Навчальний центр підпорядковувався безпосередньо командуючому 43 РА.
Приблизно в 1963—1965 рр. було завершено будівництво навчально-бойової стартової позиції (НБСП) для ракет 8К63 і 8К65.
28 травня 1980 року на підставі директиви Генштабу ЗС СРСР №314/5/0539 розформована та включена в організаційно-штатну структуру 80-го навчального центру РВСП 126-та школа прапорщиків МО. Начальником школи призначений полковник Алянов В.
Основні задачі 80 НЦ РВ:
- підготовка сержантів і солдат-спеціалістів для стартових батарей і груп пуску ракетних полків, озброєних ракетами Р-12, Р-12У і Р-14У, а також для підрозділів бойового забезпечення цих частин;
- підготовка на однорічних курсах офіцерів для первинних офіцерських посад (операторів і техніків) в бойові розрахунки пуску з числа випускників сержантів і солдат-спеціалістів з присвоєнням звання «лейтенант» після закінчення курсів і здачі екзаменів екстерном за середні училища;

29 березня 1992 року військовий колектив присягнув на вірність українському народові.
З 20 жовтня школа 69 переформована в 69-й навчальний центр та розпочала підготовку фахівців на автомобілі БАЗ, ЗІЛ-135ЛМ.
Оскільки після відмови Україною від ядерної зброї потреба в навчальному центрі ракетних військ відпала, в 1993 році навчальні центри було об'єднано в єдиний навчальний центр. Потужна навчальна база та якісна підготовка затребуваних спеціальностей водіїв, дозволила продовжити існування центру як навчальної бази автомобільних військ ЗСУ.
1 грудня 1996 року на основі директиви Міністра оборони України 69-й навчальний центр підготовки фахівців автомобільної служби переформований в 90-й об'єднаний навчальний центр.
22 квітня 2000 року було вручено бойовий прапор.
За 2001-2002 навчальні роки підготовлено понад 8 тисяч молодших спеціалістів. 
29 червня 2002 року навчальний центр підпорядковано командувачу військами ордена Червоного Прапора Південного оперативного командування.
Загалом на території частини було 3 парки:
- парк автомобільної техніки навчальної групи експлуатації загальною площею 7,4 га;
- парк гусеничної техніки навчальної групи експлуатації загальною площею 1,1 га;
- парк автомобільної техніки транспортної групи експлуатації загальною площею 1,2 га.

Загальна кількість класів теоретичної підготовки — 53.
Територія парків обладнана спеціальними приміщеннями, естакадами та майданчиками для проведення усіх видів технічного обслуговування: щоденного, ТО-1, ТО-2, сезонного.
На майданчиках парків автомобільної та гусеничної техніки навчальної групи експлуатації розміщувалось 280 одиниць техніки:
| Тип           | Фото | Виробництво | Кількість |
| ------------- | ---- | ----------- | --------- |
| МАЗ-543       |      | СРСР        | 90 од.    |
| МАЗ-537       |      | СРСР        | 30 од.    |
| УРАЛ, КамАЗ   |      | СРСР        | 52 од.    |
| КрАЗ-255, 260 |      | Україна     | 5 од.     |
| ЗІЛ-135ЛМ     |      | СРСР        | 4 од.     |
| ЗІЛ-130, 131  |      | СРСР        | 8 од.     |

## Структура
- 1-й навчальний батальйон
  - 1-ша навчальна рота — підготовка водіїв на КамАЗ та Урал
  - 2-га навчальна рота — підготовка механіків водіїв колісних шасі БАЗ
  - 3-тя навчальна рота — підготовка водіїв на автопоїзд МАЗ-537+ЧМЗАП-9990
- 2-й навчальний батальйон
  - 4-та навчальна рота — підготовка молодших командирів ремонтних підрозділів
  - 5-та навчальна рота — підготовка механіків-водіїв на машини ГМ
  - 6-та навчальна рота — підготовка механіків-водіїв на МТ-ЛБ
- 3-й навчальний батальйон
  - 7-ма навчальна рота — підготовка механіків-водіїв МАЗ-547
  - 8-ма навчальна рота — підготовка механіків-водіїв МАЗ-548
  - 9-та навчальна рота — законсервована
  - школа прапорщиків
- 4-й навчальний батальйон
  - 10-та навчальна рота — підготовка спеціалістів РЕБ і операторів військових дизель-електростанцій
  - 11-та навчальна рота —
    - 1-взвод підготовка водіїв — на автомобілі «Волга»

  - 12-та навчальна рота — підготовка водіїв на автомобілі «Волга» та УАЗ

## Командувачі
- Полковник Володимир Попович
- Полковник Сірченко Сергій Петрович